# Bratroňov (Ctětín)
Bratroňov (německy Bratronow) je vesnice a část obce Ctětín v okrese Chrudim. Nachází se asi 1,5 kilometru severně od Ctětína. Bratroňov leží v katastrálním území Ctětín o výměře 7,52 km².

## Historie
První písemná zmínka o vesnici pochází z roku 1487.